# Cases unifamiliars al passeig del Remei, 2-6 (Santa Maria de Palautordera)
Les Cases unifamiliars al passeig del Remei, 2-6 és una obra modernista de Santa Maria de Palautordera (Vallès Oriental) protegida com a Bé Cultural d'Interès Local.

## Descripció
Conjunt de tres cases entre parets mitgeres. Consten solament de planta baixa. La coberta és a dues i tres vessants. La façana és senzilla i simètrica, cada casa té una porta d'entrada amb motllures de guix que la decoren a igual que la finestra que està al costat, a sobre hi ha unes petites obertures rodones per a ventilació també decorades de guix. En una de les cases hi ha un ràfec.

## Història
No es coneix la data de la seva construcció, però els elements formals i decoratius són representatius del llenguatge historicista.